# Смайлов, Ерлан Валерьевич
Ерлан Валерьевич Смайлов (каз. Ерлан Валерийұлы Смайлов; 17 сентября 1975, Джезказган, Джезказганская область, Казахская ССР) — казахстанский общественный и политический деятель, депутат Мажилиса Парламента Республики Казахстан VIІ созыва (с 2021 года).

## Биография
В 1992 году окончил среднюю школу № 90 в Алма-Ате. В 1997 году окончил Казахский национальный технический университет по специальности «Инженер-металлург».
В 1997—2001 годах работал плавильщиком, мастером смены и старшим производственным мастером электропечного отделения плавильного цеха Жезказганского медеплавильного завода корпорации «Казахмыс».
В 2001—2003 годах занимал руководящие позиции главного металлурга в частных производственных компаниях.
В 2003—2006 годах работал в сфере исследований, аналитики и консалтинга на позициях исследователя, аналитика, руководителя проектов и компаний.
В 2006—2009 годах — аналитик, руководитель проектов, заместитель главного редактора делового журнала National Business.
С 2009 года по сентябрь 2013 года — директор по развитию организационных проектов Института политических решений. Автор, руководитель проекта, модератор Клуба Института политических решений (КИПР).
С октября 2015 года по сентябрь 2018 года — исполнительный директор ОЮЛ «Казахстанская Ассоциация ФинТех».
С апреля 2017 до января 2021 года — член общественного совета города Алматы.
С сентября 2013 года до января 2021 года — индивидуальный предприниматель, руководитель аналитической группы «Кипр».
С января 2021 года — депутат Мажилиса Парламента Республики Казахстан VIІ созыва, избран по партийному списку Народной партии Казахстана, член Комитета по законодательству судебно-правовой реформе.

## Награды
- Орден «Курмет» (2022)